# Modèle de référence IFLA pour les bibliothèques
Le modèle de référence IFLA pour les bibliothèques (IFLA Library Reference Model, IFLA LRM) est un modèle conceptuel de haut niveau de la Fédération internationale des associations et institutions de bibliothèques (IFLA) publié en 2017. Il utilise le modèle entité-association étendu pour décrire et structurer les métadonnées de l'univers bibliographique.
Il harmonise et consolide les trois modèles conceptuels précédemment développés par l'IFLA :
- les spécifications fonctionnelles des notices bibliographiques (FRBR) pour les données bibliographiques (publiées en 1998),
- les fonctionnalités requises des données d'autorité (FRAD) pour les données d’autorité (publiées en 2009),
- les fonctionnalités requises des données d’autorité matière (FRSAD) pour les données d’autorité matière (publiées en 2011).

De la même façon que ces trois modèles précédents, IFLA LRM constitue le socle du code de catalogage à vocation internationale RDA (Ressource : description et accès) et a été intégré à la version révisée de RDA publiée en 2019.

## Élaboration
Le modèle a été développé par le FRBR Review Group, le groupe de travail de l’IFLA qui assure la maintenance des trois modèles conceptuels de spécifications fonctionnelles, appelés collectivement « modèles FR.. ». Il vise à rassembler sur une même page le traitement descriptif de toutes les ressources documentaires liées à une œuvre et la gestion des données d'autorité qui s'y rapportent. Il a vocation à résoudre les incohérences entre les trois modèles originaux à partir d’un examen systématique de chaque tâche utilisateur, entité, attribut et relation et, ainsi, d'en accroître l'utilisation. Le modèle entend aussi, par rapport à FRBR, pousser plus loin la logique de penser l'outil bibliographique à partir des usages et des besoins des utilisateurs. Il reprend des éléments absents du modèle FRBR initial comme la question des agrégats (œuvres choisies, anthologies) et des spécificités des ressources continues. Certaines définitions ont été reformulées et la modélisation a été revue pour fournir un modèle intégré et cohérent.
Les réflexions ont commencé dès les années 2010 avec en 2016 une relecture mondiale du brouillon du modèle alors nommé FRBR Library Reference Model (FRBR LRM). Cela a mené à une première publication en août 2017 et une révision en décembre 2017. En français, le modèle est souvent nommé « modèle de référence IFLA pour les bibliothèques » mais on le trouve aussi sous le nom « modèle IFLA de référence pour les bibliothèques ». La traduction en français du document original est en ligne depuis 2021 sous le titre IFLA LRM : Un modèle conceptuel pour l’information bibliographique.

## Description du modèle
Il en résulte un modèle entité-association, qui couvre tous les aspects des données bibliographiques tout en s’adaptant aux pratiques actuelles de modélisation. IFLA LRM a été conçu pour être utilisé dans des environnements de Web des données dit aussi « linked data » et promouvoir l’utilisation des données bibliographiques dans ces environnements.
De manière plus affirmée que FRBR, le modèle LRM entend partir des « Tâches utilisateur » (« User Tasks »), les bibliothécaires étant vus comme des utilisateurs parmi d'autres de leurs propres catalogues. Ces tâches sont schématiquement regroupées sous cinq objectifs :
- Trouver : Rassembler des informations sur une ou plusieurs ressources présentant un intérêt en recherchant par tout critère pertinent.
- Identifier : Comprendre clairement la nature des ressources trouvées et faire la distinction entre des ressources similaires.
- Sélectionner : Déterminer la pertinence des ressources trouvées et choisir (en acceptant ou rejetant) des ressources spécifiques.
- Obtenir : Accéder au contenu de la ressource.
- Explorer : Situer les ressources dans un contexte et découvrir les relations qui existent entre une ressource et une autre.

Le modèle IFLA LRM se définit autour d'entités, d'attributs et de relations.
Il retient 11 entités, dont certaines constituent des groupes :
- Res (mot latin pour « chose ») est l'entité qui a la plus large extension ; elle comprend toutes les autres entités du modèle mais aussi d'autres éléments de type Concept / Objet / Évènement
- les quatre entités identifiant, depuis le modèle FRBR, les niveaux des ressources documentaires, soit Œuvre (Work en anglais) / Expression / Manifestation / Item (appelés collectivement WEMI d'après l'acronyme en anglais ou en français OEMI)[7].
- Agent, entité qui intègre à son tour les deux entités Personne et Agent collectif ; les agents collectifs peuvent être des collectivités, reconnues ou non comme personnes morales ou des familles
- Nomen (mot latin pour « nom ») qui définit l'association entre une entité et une manière de la représenter (il peut s'agir d'un mot ou d'une expression dans une langue comme d'une suite de chiffres représentant un indice Dewey)[lrm 5]
- Lieu pour tous les repères spatiaux
- Laps de temps (d'après l'anglais « Time-span ») pour tous les repères chronologiques.

Plusieurs attributs sont retenus par le modèle, par exemple :
- Catégorie : attribut de Res (i.e. de toute entité). Il permet de définir des sous-classes.
- Attribut d’Expression représentative : attribut de l’Œuvre. Il permet d’indiquer dans l’Œuvre certaines caractéristiques qui relèvent de l’Expression (Exemples : langue originale d’une œuvre textuelle ; tonalité et distribution d’exécution d’une œuvre musicale ; échelle d’une ressource cartographique).
- Public visé : attribut de la Manifestation.

Le modèle définit enfin des relations possibles entre entités :
- Relations entre WEMI : l'Item exemplifie la Manifestation. La Manifestation matérialise une (ou plusieurs) Expression(s). L'Expression réalise l'Œuvre.
- Relations entre un agent et l'une des WEMI : l'Agent a créé une Œuvre, une Expression ou une Manifestation. L'Agent possède un Item. L'Agent a modifié un Item.
- Relation avec Res (i.e. toute entité) : toute entité peut être le sujet d'une Œuvre. Toute entité a pour appellation un Nomen. Toute entité est associée à un Lieu. Toute entité est associée à un Laps de temps.
- Relation entre un Agent et un Nomen : l'Agent attribue un Nomen.